# Charlotte Appel
Charlotte Appel (født 1960) er en dansk historiker, dr.phil. mag.art. i historie fra Københavns Universitet. Hun har udgivet bøger samt artikler i tidsskrifter og antologier om kultur-, kirke-, bog- og uddannelseshistoriske emner.
I 2009 blev hendes bog Når det regner på præsten, som hun har skrevet sammen med Morten Fink-Jensen, nomineret til Årets historiske bog, der uddeles af Dansk Historisk Fællesråd. Hun blev sammen med Ning de Coninck Smith nomineret igen til samme pris i 2015 for det skolehistoriske storværk Dansk Skolehistorie bind 1-5, som de to har redigeret sammen, og de to redaktører blev derefter belønnet med prisen under "Historiske Dage 2016" i Øksnehallen i København.
Appel blev indvalgt i Videnskabernes Selskab i 2011.

## Karriere
Charlotte Appel havde studieophold ved universiteterne i Göttingen og Cambridge. Hun var kandidatstipendiat ved Københavns Universitet 1991-95 og blev i 1995 ansat som adjunkt på Roskilde Universitet, og i 2000 lektor samme sted i tidlig moderne dansk og europæisk historie. Siden 2015 har hun været ansat på Afdeling for Historie og Klassiske Studier på Aarhus Universitet.

## Bogudgivelser
- Læsning og bogmarked i 1600-tallets Danmark, bd. I-II, (Danish Humanist Text and Studies 23), København: Museum Tusculanums Forlag (2001)
- Når det regner på præsten. En kulturhistorie om sognepræster og sognefolk 1550-1750 (sammen med Morten Fink-Jensen) (2009)
- Dansk Skolehistorie, bind 1-5 - redaktør af samtlige 5 bind sammen med Ning de Coninck Smith - Aarhus Universitetsforlag, 2015

## Udvalgte videnskabelige artikler
- Bogmarkedets og læsningens historie ca. 1500-1700 i nyere europæisk forskning. En introduktion”, Fund og Forskning bd. 32, 1993, s. 185-234
- ‘Kunne læse udi Bøger Prent’. Om læsefærdighed og læsning i 1600-tallets landbosamfund, Bol og By, 1995:2, s.18-49
- ‘Når du sår dit korn i jorden, da betænk...’. En undersøgelse af sammenhængen mellem kristendom og dagligliv i landsbypræsten Christen Christensen Ferrings opbyggelsesbøger 1627-41", C. Bjørn & B. Fonnesbech-Wulff (red.): Mark og Menneske. Studier i Danmarks historie 1500-1800. Tilegnet Karl-Erik Frandsen, 2000, s. 233-50
- “Literacy in Seventeenth Century Denmark”, Pernille Hermann (ed.): Literacy in Medieval and Early Modern Scandinavian Culture (The Viking Collection vol. 16), Odense 2005, p. 323-46
- ”Når det almindelige bliver sjældent – om abc’en og andre skolebøger. When the commonplace becomes rare – on the abc and other textbooks”, Karen Skovgaard-Petersen (red.): Fra støv til guld. Brugsbøger og skillingstryk fra Det kongelige Bibliotek.From dust to gold – Handbooks and broadsheets from the Royal Library, København: Det kongelige bibliotek, 2006, p. 33-52
- “Asking, Counting, and Memorizing. Strategies in religious writing and publishing for the common man in 17th century Denmark”, Alfred Messerli & Roger Chartier (eds.): Scripta volant, verba manent. Schriftkulturen in Europa zwischen 1500 und 1900, Basel: Schwabe Verlag, 2007, p. 191-214